# Hugo Alexander-Katz
Hugo Alexander-Katz (* 7. Juli 1846 in Oels, Landkreis Oels, Provinz Schlesien; † 5. Januar 1928 in Berlin) war ein deutscher Jurist und Schriftsteller.

## Leben
Während seines Studiums wurde er 1869 Mitglied der Burschenschaft Arminia Breslau. Nach juristischem Studium an der Universität Breslau verbrachte er ab 1870 seine Referendarzeit am Königlichen Appellationsgericht zu Breslau und wurde dort zum Dr. iur. promoviert. Dann war er als Rechtsanwalt in Berlin tätig, u. a. als Syndikus des Vereins Berliner Getreide- und Produktenhändler, und erhielt den Titel Justizrat. Weiterhin war er Mitglied der Internationalen Vereinigung für gewerblichen Rechtsschutz.
1883 wurde Alexander-Katz in Leipzig als Freimaurer in die Loge Balduin zur Linde aufgenommen. 1892 affiliierte er in Berlin zur Loge Victoria, die als „humanitäre“ (nicht exklusiv christliche) Tochterloge der Großen Freimaurerloge von Preußen, genannt Kaiser Friedrich zur Bundestreue auch Männern anderer Religionszugehörigkeit die Möglichkeit der Mitgliedschaft in einer preußischen Freimaurerloge eröffnete. Hier wurde er Stuhlmeister, später zugeordneter Großmeister und bei seinem Ausscheiden aus diesem Amt Ehrengroßmeister. Mit der Auflösung der Loge (1900) trat er zur großen Loge von Hamburg über. Im gleichen Jahr 1892 führte er für Hermann Settegast erfolgreich den Rechtsstreit mit dem Berliner Polizeipräsidium gegen das Edikt vom 20. Oktober 1798, in dem den altpreußischen Großlogen das Sprengel- bzw. Ausschließlichkeitsrecht für die preußischen Staaten zugestanden war. Durch den Urteilsspruch vom 22. April 1893 wurde nunmehr allen anderen deutschen Logen die Ansiedlung in Preußen möglich. 
Als Schriftsteller schrieb er über Aktienrecht und Börsengesetzgebung und verfasste zahlreiche Artikel zu freimaurerischen Fragen in den Zeitschriften Die Bausteine und Die Bauhütte. Er war verheiratet mit Johanna Hammerschlag.
Seine letzte Ruhestätte befindet sich nach Umbettung auf dem Südwestkirchhof Stahnsdorf.

## Schriften
- Die Freimaurer in Preußen und das Edikt vom 20.10. 1798, Berlin 1892.
- Der Begriff „Börse“ und die freien Vereinigungen, Berlin 1897.
- Die Aktiengesellschaften unter dem neuen Aktiengesetz, Berlin 1899. (mit Richard Dyhrenfurt)